# Veress Ferenc (feltaláló)
Veress Ferenc (Hajdúböszörmény, 1908. augusztus 24. –  1983. február 2.) feltaláló, költő, festő.

## Életpályája
Apja kerékgyártósegéd, anyja piaci árus volt. Nyolc testvére volt. Már gyerekkorában minden érdekelte, főleg a művészet és technika. Pályáját lakatosinasként kezdte, több böszörményi műhelyben dolgozott. Tizenhét éves korában iparkamarai kitüntetéssel kapott segédlevelet. A segédlevél birtokában különböző kisiparosoknál dolgozott szülővárosában. Közben a debreceni Felsőfémipari Szakiskolában tudását mélyítette. Ebben az időben írta első verseskötetét Szárnyalás előtt címmel. Fiatalkori találmányai: paprika-sóadagoló automata, higiénikus fogvájótartó, Zefír-kályha. Ezeket szabadalmaztatta, majd a kapott pénzből Budapestre költözött, ahol Művészvilág címmel folyóiratot adott ki. Foglalkozott játéktervezéssel, majd műszaki fejlesztéssel. 21 bejelentett és elfogadott szabadalma van. Ezek közül a „forgácsmentes fémdarabolás síkfolyatással” világszabadalom. Műszaki munkássága mellett továbbra is festett és verseket írt. Akvarelljeit bemutatták többek között: Zürichben, Montrealban, Hajdúböszörményben, Velencén, Székesfehérváron.
Mindemellett behatóan foglalkozott a költészettel és a festészettel. Első verseskötete húsz éves korában jelent meg, majd újabbak követték, mintegy három évtizedes költői pálya foglalataiként. Az ecsetkezelés, a színek gazdag világa gyermekkorától fogva tartották. Családjában ez nem volt újdonság. Két bátyja festőművész volt. Erős érzelmi, indulati és gondolati hatású képei a világ számos kiállítótermébe eljutottak. A „Színek, szavak, szabadalmak” embere alkotásokban gazdag életét 1983-ban fejezte be.

## Munkássága

### Jelentősebb találmányai
- Paprika-sóadagoló automata, 1933
- Higiénikus fogvájótartó, 1933
- Zefír-kályha, 1933
- Játékló, 1935
- Ugrálásszerűen haladó vontatható gyerekjátékok, 1943
- Klimatikus gyógykamra, 1952
- Asztali foci, 1953
- Gabonatároló hűtőtorony, 1953
- Hengeres testeket tipografáló nyomdagép, 1955
- Forgácsmentes fémdarabolás síkfolyatással, 1963

### Megjelent kötetei
- Szárnyalás előtt. Versek; Pannonia Ny., Debrecen, 1928
- Az Úr sátorában. Versek; Szittya, Bp., 1941
- Évike megmentője (verses mese), 1947
- A rászedett ember (versek, festészeti tanulmányok, akvarellek), 1974
- Harc a barlangi medvével (verses mese), 1979